# Узбекский сум
Сум (узб. сўм, soʻm) — денежная единица Узбекистана, состоит из 100 тийинов. Буквенный код ISO 4217 — UZS, цифровой — 860. Первоначально введена 15 ноября 1993 года в виде сум-купонов — параллельной советскому рублю валюты для защиты экономики страны от избыточной рублёвой массы. С 1 июля 1994 года — в качестве единственного законного средства платежа в Узбекистане.
После деноминации в 2016 году белорусского рубля сум стал самой дешёвой валютой среди стран бывшего СССР (на конец июля 2019 года ближайший конкурент — армянский драм — почти в 20 раз дороже по отношению к рублю).
В 2022 году утвержден официальный символ сума.

## История
Постановлением Кабинета Министров от 12 ноября 1993 года № 550 «О введении в действие на территории Республики Узбекистан „сум-купонов“ в качестве параллельного платежного средства» с 15 ноября 1993 года в Республике Узбекистан для защиты внутреннего рынка от избыточной рублёвой массы, а также для обеспечения своевременной выплаты денежных средств населению, были введены дополнительные временные денежные знаки «сумы», образца 1992 года (сум-купоны). На территории Узбекистана сум-купоны использовались в качестве параллельного платёжного средства с рублём образца 1961—1992 годов, в соотношении 1:1. Одновременно, с 22 ноября 1993 года отменялось действие карточек с одноразовыми купонами, введёнными ранее для защиты потребительского рынка.
Современный сум введён в обращение в соотношении 1 сум = 1000 сум-купонов с 1 июля 1994 года Указом Президента Узбекистана № УП-870 от 16 июня 1994 г. «О введении в обращение национальной валюты Республики Узбекистан», в соответствии с постановлением Верховного Совета Республики Узбекистан от 3 сентября 1993 года № 952-XII. С 1 августа 1994 года сум является единственным законным платёжным средством на территории Республики Узбекистан.
2 июля 2018 года в обращение выпущены монеты номиналами 50, 100, 200 и 500 сумов образца 2018 года, в связи с этим будет происходить постепенное изъятие из оборота монет и банкнот старого образца.
Монеты номиналом 50 и 100 сумов образца 2000—2009 годов и банкноты номиналом 50 и 100 сумов образца 1994 года полностью выведены из обращения с 1 июля 2019 года, банкноты номиналом 200 и 500 сумов выводятся из обращения с 1 июля 2020 года, банкноты и монеты 50, 100, 200 и 500 сумов, будут приниматься к обмену расчетными кассовыми центрами Главных управлений Центрального банка до 1 января 2022 года.
Монеты номиналом 1, 3, 5, 10, 20, 50 тийинов, 1, 5, 10 сумов и банкноты номиналом 1, 3, 5, 10, 25 сумов выведены из обращения с 1 марта 2020 года, до 1 января 2021 года принимались расчетными кассовыми центрами.
15 января 2019 года Кенгаш Сената Олий Мажлиса утвердил образец и дизайн банкноты номиналом 100 000 сум, банкнота выпущена в обращение 25 февраля 2019 года.
14 июня 2021 года были введены в обращении банкноты номиналом 2000 и 20 000 сумов, с 26 августа 2021 года в обращение были введены банкноты нового образца номиналом 5000 и 10 000 сумов, а с 22 декабря 2021 вводятся в обращение банкноты нового образца в 50 000 и 100 000 сумов. Банкноты старого образца этих номиналов также остаются в денежном обращении.
В результате либерализации валютной политики, с 5 сентября 2017 года валютный курс Центрального банка по отношению к доллару США был установлен на уровне 1 USD = 8100 UZS, при предполагаемом коридоре 8000—8150 сумов за 1 доллар США.
В феврале 2022 года Центробанк страны объявил конкурс на разработку символа национальной валюты. Из 17 тысяч поступивших работ жюри выбрало графический символ, разработанный Жумагалдиевым Сарваром, «как наиболее креативный проект, который ярко выражает уникальность знака национальной валюты Узбекистана — сума», сообщила в июне того же года пресс-служба Центрального банка.
15 июля 2022 года в обращение выпущена банкнота номиналом 200 000 сумов.
26 декабря 2022 года в обращение выпущена монета номиналом 1000 сумов

## Монеты

### Выпуск 1994—2000 годов
Выведены из обращения с 1 марта 2020 года

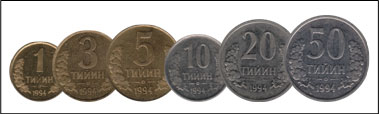
Сравнительные размеры

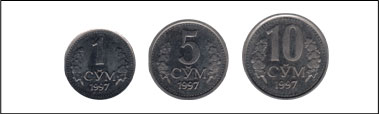
Сравнительные размеры

| Изображение | Номинал    | Материал             | Диаметр (мм) | Толщина (мм) | Масса (г) | Гурт                             | Годы выпуска        | Дата изъятия |
| ----------- | ---------- | -------------------- | ------------ | ------------ | --------- | -------------------------------- | ------------------- | ------------ |
|             | 1 тийин    | сталь, плак. латунью | 17           | 1,2          | 1,74      | гладкий                          | 1994                | 1 марта 2020 |
|             | 3 тийина   | сталь, плак. латунью | 20           | 1,3          | 2,7       | рубчатый                         | 1994                | 1 марта 2020 |
|             | 5 тийинов  | сталь, плак. латунью | 21,5         | 1,4          | 3,4       | рубчатый                         | 1994                | 1 марта 2020 |
|             | 10 тийинов | сталь, плак. никелем | 18,8         | 1,5          | 2,87      | рубчатый                         | 1994                | 1 марта 2020 |
|             | 20 тийинов | сталь, плак. никелем | 22           | 1,6          | 4         | гладкий с надписью Йигирма тийин | 1994                | 1 марта 2020 |
|             | 50 тийинов | сталь, плак. никелем | 23,9         | 1,6          | 4,75      | гладкий с надписью Эллик тийин   | 1994                | 1 марта 2020 |
|             | 1 сум      | сталь, плак. никелем | 19,80        | 1,3          | 2,27      | гладкий                          | 1997 1998 1999      | 1 марта 2020 |
|             | 5 сумов    | сталь, плак. никелем | 22,20        | 1,6          | 4,00      | гладкий                          | 1997 1998 1999      | 1 марта 2020 |
|             | 10 сумов   | сталь, плак. никелем | 24,10        | 1,6          | 4,75      | гладкий                          | 1997 1998 1999 2000 | 1 марта 2020 |

### Выпуск 2000—2004 годов
Монеты в 50 сумов 2001 года и 100 сумов 2004 года, хотя и выпущены в честь определённых событий (соответственно — 10 лет независимости и 10 лет национальной валюте), однако Центральным банком не отнесены к памятным монетам. Монеты номиналом 50 и 100 сумов образца 2001—2004 годов выведены из обращения с 1 июля 2019 года, номиналом 1, 5 и 10 сумов выведены из обращения с 1 марта 2020 года.
| Изображение | Номинал (сумов) | Материал                   | Диаметр (мм) | Толщина (мм) | Масса (г) | Гурт                                          | Годы выпуска | Дата изъятия |
| ----------- | --------------- | -------------------------- | ------------ | ------------ | --------- | --------------------------------------------- | ------------ | ------------ |
|             | 1               | сталь, плак. никелем       | 19           | 1,3          | 2,7       | рубчатый                                      | 2000         | 1 марта 2020 |
|             | 5               | сталь, плак. латунью       | 21           | 1,4          | 3,44      | гладкий                                       | 2001         | 1 марта 2020 |
|             | 10              | сталь, плак. никелем       | 19           | 1,3          | 2,85      | гладкий                                       | 2001         | 1 марта 2020 |
|             | 50              | сталь, плак. Cu/Ni сплавом | 26           | 2,2          | 8         | прерывисто- рубчатый                          | 2001         | 1 июля 2019  |
|             | 100             | сталь, плак. Cu/Ni сплавом | 27,1         | 1,8          | 8         | гладкий с надписью O’zbekiston markaziy banki | 2004         | 1 июля 2019  |

### Выпуск 2018—2022 годов
Монеты номиналами 50-500 сумов были выпущены в обращение 2 июля 2018 года, монета номиналом 1000 сум была выпущена 26 декабря 2022 года.
| Изображение | Номинал (сумов) | Материал                                                | Диаметр (мм) | Толщина (мм) | Масса (г) | Гурт    | Годы выпуска |
| ----------- | --------------- | ------------------------------------------------------- | ------------ | ------------ | --------- | ------- | ------------ |
|             | 50              | сталь, плак. никелем                                    | 18           | 1            | 2         | гладкий | 2018         |
|             | 100             | сталь, плак. никелем                                    | 20           | 1            | 2,5       | гладкий | 2018         |
|             | 200             | сталь, плак. никелем                                    | 22           | 1,1          | 3,3       | гладкий | 2018         |
|             | 500             | сталь, плак. никелем                                    | 24           | 1,1          | 3,9       | гладкий | 2018         |
|             | 1 000           | диск: сталь, плак. латунью кольцо: сталь, плак. никелем | 26,27        | 1,6          | 7,3       | гладкий | 2022         |

### Памятные монеты
Памятные монеты выпускаются Центральным банком с 1994 года, когда в честь третьей годовщины независимости страны были выпущены два вида монет достоинством в 10 сумов, из драгоценных металлов (номиналами 10, 50, 100, 1000, 50 000 и 100 000 сумов), недрагоценных металлов (номиналами 25, 50, 100, 500 сумов), а также недрагоценных металлов, покрытых золотом (номиналами 1 и 10 сумов).
В обращение были выпущены семь монет из стали покрытой никелем или медно-никелевым сплавом, посвящённых памятным юбилейным событиям, из которых пять официально названы памятными и памятными юбилейными.
26 ноября 2018 года Центральный банк Узбекистана объявил о реализации через филиалы коммерческих банков, начиная с 28 ноября 2018 года, выпущенных в 1994—2009 годах памятных монет из золота и серебра, изготовленных из металлов пробы 999,9 и весом 31,1 грамм.

## Банкноты

### Выпуск 1992 года
На лицевой стороне всех купюр — изображение герба Республики Узбекистан, соответствующий номинал, на оборотной — медресе Шердор с площади Регистан и многократное повторение цифр соответствующего номинала.
Номера банкнот вида AB 12345678 (1—500 сумов) или AB 1234567 (500—10 000 сумов), расположены на лицевой стороне под изображением Государственного герба.
Введены в обращение 15 ноября 1993 года, выведены — 1 августа 1994. Банкноты этой серии отпечатаны в Англии на типографии «Harrison & Sons Ltd».
| Изображение                                     | Изображение       | Номинал (сумов) | Размеры (мм) | Основные цвета    | Водяной знак                         | Даты           | Даты   | Даты           |
| Лицевая сторона                                 | Оборотная сторона | Номинал (сумов) | Размеры (мм) | Основные цвета    | Водяной знак                         | введения       | печати | изъятия        |
| ----------------------------------------------- | ----------------- | --------------- | ------------ | ----------------- | ------------------------------------ | -------------- | ------ | -------------- |
|                                                 |                   | 1               | 120×61       | синий серый       | несколько маленьких коробочек хлопка | 15 ноября 1993 | 1992   | 1 августа 1994 |
|                                                 |                   | 3               | 120×61       | зелёный           | несколько маленьких коробочек хлопка | 15 ноября 1993 | 1992   | 1 августа 1994 |
|                                                 |                   | 5               | 120×61       | фиолетовый        | несколько маленьких коробочек хлопка | 15 ноября 1993 | 1992   | 1 августа 1994 |
|                                                 |                   | 10              | 120×61       | красный           | несколько маленьких коробочек хлопка | 15 ноября 1993 | 1992   | 1 августа 1994 |
|                                                 |                   | 25              | 120×61       | бирюзовый         | несколько маленьких коробочек хлопка | 15 ноября 1993 | 1992   | 1 августа 1994 |
|                                                 |                   | 50              | 144×69       | розовый           | цветок хлопка                        | 15 ноября 1993 | 1992   | 1 августа 1994 |
|                                                 |                   | 100             | 144×69       | чёрный голубой    | цветок хлопка                        | 15 ноября 1993 | 1992   | 1 августа 1994 |
|                                                 |                   | 200             | 144×69       | сиреневый         | цветок хлопка                        | 15 ноября 1993 | 1992   | 1 августа 1994 |
|                                                 |                   | 500             | 144×69       | оранжевый         | цветок хлопка                        | 15 ноября 1993 | 1992   | 1 августа 1994 |
|                                                 |                   | 1000            | 144×69       | коричневый        | цветок хлопка                        | 15 ноября 1993 | 1992   | 1 августа 1994 |
|                                                 |                   | 5000            | 144×69       | синий             | цветок хлопка                        | 15 ноября 1993 | 1992   | 1 августа 1994 |
|                                                 |                   | 10 000          | 144×69       | красно- оранжевый | цветок хлопка                        | 15 ноября 1993 | 1992   | 1 августа 1994 |
| Масштаб изображений — 1,0 пикселя на миллиметр. |                   |                 |              |                   |                                      |                |        |                |

### Выпуск 1994—1999 годов
На лицевой стороне банкнот — номинал, государственный герб, название банка-эмитента, пояснительная надпись и год выпуска; на оборотной — различные архитектурные памятники Узбекистана, номинал и предупреждение о подделке. Водяной знак — герб Узбекистана, исключением являются банкноты номиналом 1 и 3 сумов, водяными знаками этих банкнот является ковровый орнамент из восьмиконечных звезд — руб аль-хизб.
Банкноты номиналом до 100 сумов включительно были отпечатаны немецкой фирмой Giesecke & Devrient, номиналы от 200 и 500 сумов печатались на государственном предприятии «Давлат белгиси».
Номера банкнот вида AB 1234567.
Банкноты образца 1994—1999 годов были поэтапно выведены из обращения в период с 1 июля 2019 года по 1 июля 2020 года.
| Изображение                                     | Изображение       | Номинал (сумов) | Размеры (мм) | Основные цвета            | Изображение на банкноте | Даты         | Даты   | Даты         |
| Лицевая сторона                                 | Оборотная сторона | Номинал (сумов) | Размеры (мм) | Основные цвета            | Изображение на банкноте | введения     | печати | изъятия      |
| ----------------------------------------------- | ----------------- | --------------- | ------------ | ------------------------- | --- | ------------ | ------ | ------------ |
|                                                 |                   | 1               | 120×62       | зелёный розовый           | лицевая сторона — государственный герб и круглый орнамент с цифрой 1. оборотная сторона — здание Большого Театра имени Алишера Навои в Ташкенте вместе с фонтаном на площади. | 1 июля 1994  | 1994   | 1 марта 2020 |
|                                                 |                   | 3               | 120×62       | красный зелёный           | лицевая сторона — государственный герб и восьмигранник с цифрой 3. оборотная сторона — мавзолей Чашма-Аюб в Бухаре | 1 июля 1994  | 1994   | 1 марта 2020 |
|                                                 |                   | 5               | 142×69       | синий голубой красный     | лицевая сторона — в центре изображен фрагмент минарета Калон в Бухаре, над которым расположен государственный герб. Края минарета облетают две птицы Хумо. оборотная сторона — архитектурно-скульптурная композиция с монументом Алишера Навои, установленная в Национальном парке Ташкента                                                                                   | 1 июля 1994  | 1994   | 1 марта 2020 |
|                                                 |                   | 10              | 142×69       | фиолетовый синий          | лицевая сторона — в центральной рамке на ажурном фоне орнаментальной розетки расположены число 10 и государственный герб. оборотная сторона — мавзолей Тимуридов «Гур Эмир» в Самарканде | 1 июля 1994  | 1994   | 1 марта 2020 |
|                                                 |                   | 25              | 142×69       | синий сиреневый оранжевый | лицевая сторона — государственный герб и число 25 на фоне восточного орнамента. оборотная сторона — историко-архитектурный ансамбль «Шахи Зинда» в Самарканде | 1 июля 1994  | 1994   | 1 марта 2020 |
|                                                 |                   | 50              | 142×69       | коричневый оранжевый      | лицевая сторона — серебристый орнамент в стиле бухарского золотошвейного искусства на коричневом фоне. оборотная сторона — историко-архитектурный ансамбль на площади Регистан в Самарканде | 1 июля 1994  | 1994   | 1 июля 2019  |
|                                                 |                   | 100             | 142×69       | фиолетовый                | лицевая сторона — государственный герб и число 100 в обрамлении разомкнутого браслета, замковая часть которого завершается фигурами грифонов — мифических животных с крыльями. Под браслетом расположена пирамида золотистого цвета. Слева внутри колец, образующих цифру 8, изображены мифические декоративные птицы. оборотная сторона — дворец «Дружбы народов» в Ташкенте | 1 июля 1994  | 1994   | 1 июля 2019  |
|                                                 |                   | 200             | 144×78       | зелёный                   | лицевая сторона — государственный герб в центре, а также расположенные друг на друге число 200, обозначающее достоинство банкноты, и слово «СЎМ». По бокам банкнота украшена синими, голубыми и зелёными узорами в виде восьмигранников. оборотная сторона — фрагмент с фасада медресе Шердор в Самарканде — стилизованное изображение тигра, несущего на себе солнце         | 1 марта 1997 | 1997   | 1 июля 2020  |
|                                                 |                   | 500             | 144×78       | красный                   | лицевая сторона — государственный герб на фоне гильошированных узоров разных цветов. На правой стороне расположены элементы остроугольного многореберного узора, на левой — прямоугольный узор с эффектом совмещения с рисунком на оборотной стороне. оборотная сторона — памятник Амиру Темуру расположенный в одноимённом сквере в Ташкенте                                 | 1 июля 1999  | 1999   | 1 июля 2020  |
| Масштаб изображений — 1,0 пикселя на миллиметр. |                   |                 |              |                           | |              |        |              |

### Выпуск 2001—2019 годов
Банкноты печатались на государственном предприятии «Давлат белгиси». На банкноте номиналом 1000 сумов надписи выполнены на кириллице, на всех остальных купюрах, начиная с 2013 и более поздних годов выпуска все надписи выполнены на латинице. Водяным знаком на банкнотах номиналов от 1000 сумов до 50 000 сумов является герб Узбекистана и цифры номинала, на банкнотах номиналов от 5 000 они контрастны, на банкноте номиналом 100 000 сумов — голова Мирзо Улугбека и контрастные цифры номинала.
Номера банкнот вида AB 1234567.
| Изображение                                     | Изображение       | Номинал (сумов) | Размеры (мм) | Основные цвета       | Изображение на банкноте | Даты            | Даты   |
| Лицевая сторона                                 | Оборотная сторона | Номинал (сумов) | Размеры (мм) | Основные цвета       | Изображение на банкноте | введения        | печати |
| ----------------------------------------------- | ----------------- | --------------- | ------------ | -------------------- | --- | --------------- | ------ |
|                                                 |                   | 1000            | 144×78       | сиреневый коричневый | лицевая сторона — орнаментальная рамка и государственный герб в центре банкноты. Название банка-эмитента, вишнёвым цветом нанесён номинал банкноты. оборотная сторона — государственный музей истории Тимуридов в Ташкенте | 1 сентября 2001 | 2001   |
|                                                 |                   | 5000            | 144×78       | зелёный              | лицевая сторона — государственный герб на фоне орнаментальных элементов, а также орнаментальные розетки. Название банка-эмитента, фиолетовым цветом нанесён номинал банкноты. оборотная сторона — здание Парламента Узбекистана в Ташкенте | 1 июля 2013     | 2013   |
|                                                 |                   | 10 000          | 144×78       | светло-синий         | лицевая сторона — государственный герб в обрамлении орнаментальных элементов. Название банка-эмитента, изумрудным цветом нанесён номинал банкноты. оборотная сторона — здание Сената Узбекистана в Ташкенте | 10 марта 2017   | 2017   |
|                                                 |                   | 50 000          | 144×78       | фиолетовый           | лицевая сторона — летящие аисты над аркой «Эзгулик» на площади Мустакиллик. Название банка-эмитента, слева находится государственный герб тёмно-зелёного цвета, а под ним таким же оттенком нанесён номинал банкноты. оборотная сторона — дворец Форумов в Ташкенте | 22 августа 2017 | 2017   |
|                                                 |                   | 100 000         | 144×78       | светло-коричневый    | лицевая сторона — Памятник учёному Мирзо Улугбеку, которому посвящена тематика банкноты, и схема Солнечной системы. Вокруг неё расположены планеты и шесть малых планет в виде восьмигранных звёзд разной величины. В левом краю банкноты расположен элемент зелёного цвета, предназначенный для незрячих людей. Он позволяет определить номинал банкноты за счёт рельефа. оборотная сторона — Обсерватория Мирзо Улугбека в Самарканде на фоне очертаний карты Узбекистана. Название банка-эмитента, справа размещено изображение астрономического инструмента дугового квадранта. | 25 февраля 2019 | 2019   |
| Масштаб изображений — 1,0 пикселя на миллиметр. |                   |                 |              |                      | |                 |        |

### Выпуск 2021—2022 годов
С июня 2021 года Центральный банк Республики Узбекистан вводит в обращение новые банкноты. Они печатаются на государственном предприятии «Давлат белгиси». По данным регулятора, представленные банкноты объединены между собой тематикой Великого шёлкового пути, проходившего когда-то также по территории современного Узбекистана. На всех банкнотах нанесены очертания карты республики с изображением направлений караванных дорог. Карта помещена на фон с изображением национальной ткани хан-атлас, которая используется не только как элемент украшения, но и в целях защиты.
Каждая из них посвящена одной из областей Республики, архитектурным памятникам той области и археологическим находкам — изображения древней посуды на оборотной стороне.
Они призваны постепенно заменить собой морально устаревшие банкноты предыдущих выпусков. Также в целях облегчения расчёта и хранения были использованы совершенно новые номиналы, никогда не существовавшие ранее в истории денежного обращения современного Узбекистана. Новые банкноты имеют меньший размер и больше степеней защиты, в том числе и специальное лаковое покрытие, обеспечивающее более долгий срок их службы, а специальные элементы, расположенные с правого и левого краёв каждой из банкнот, предназначены для людей со слабым зрением и за счёт своей рельефности дают возможность определить достоинство банкнот.
В качестве водяного знака на всех банкнотах ряда используется груженый верблюд — караваны которых — один из символов торговли в Азии и Аравии, а также контрастные цифры номинала, соответственно номиналу каждой банкноты.
Номера банкнот вида AB 1234567.
| Изображение                                     | Изображение       | Номинал (сумов) | Размеры (мм) | Основные цвета                       | Изображение на банкноте | Даты            | Даты   |
| Лицевая сторона                                 | Оборотная сторона | Номинал (сумов) | Размеры (мм) | Основные цвета                       | Изображение на банкноте | Введения        | Печати |
| ----------------------------------------------- | ----------------- | --------------- | ------------ | ------------------------------------ | --- | --------------- | ------ |
|                                                 |                   | 2000            | 142x69       | розовый, бирюзовый                   | лицевая сторона — цитадель Арк в Бухаре. Слева от крепости изображён двугорбый верблюд — символ Бухары. Рельефный элемент для слабовидящих людей выполнен в красном цвете. оборотная сторона — руины древнего города Пайкенд в Бухарской области. Справа изображены найденные в древнем городище Варахша в Бухарской области настенная лепнина VIII века до н. э. и бытовая посуда XXX—XX веков до н. э. | 14 июня 2021    | 2021   |
|                                                 |                   | 5000            | 142x69       | зелёный, коричневый                  | лицевая сторона — медресе Шердор в Самарканде, Слева от него расположен крылатый барс — символ Самарканда. Рельефный элемент для слабовидящих людей выполнен в коричневом цвете. оборотная сторона — архитектурный памятник Афрасиаб в Самарканде, а также предметы быта, найденные на территории этого памятника в ходе археологических раскопок: керамический кувшин и вышитый поднос. | 26 августа 2021 | 2021   |
|                                                 |                   | 10 000          | 147×69       | синий, фиолетовый, розовый           | лицевая сторона — медресе Кукельдаш в Ташкенте. Слева от него расположен элемент, напоминающий ворота. Он символизирует одни из ворот древнего Ташкента. Рельефный элемент для слабовидящих людей выполнен в синем цвете. оборотная сторона — археологический памятник «Шаштепа», а также образцы древнего ремесла — ляган и бытовая посуда. | 26 августа 2021 | 2021   |
|                                                 |                   | 20 000          | 147×69       | синий, фиолетовый, коричневый        | лицевая сторона — древнее сооружение Кой-Крылган-кала в Каракалпакстане. Слева от памятника изображен орнаментальный узор, который встречается на национальных каракалпакских тканях. Рельефный элемент для слабовидящих людей выполнен в синем цвете. оборотная сторона — крепость Джанбас-кала в Каракалпакстане, а также кувшин VII—VI веков до н. э. и артефакт I века до н. э. Артефакт напоминает верблюда. Он использовался в обрядах зороастризма. | 14 июня 2021    | 2021   |
|                                                 |                   | 50 000          | 147×69       | фиолетовый, синий, жёлтый            | лицевая сторона — мавзолей Аль-Хаким ат-Тирмизи в Сурхандарьинской области. Слева от него расположена орнаментальная печать, найденная во время археологических раскопок в поселении Сапаллитепа в Сурхандарьинской области. Рельефный элемент для слабовидящих людей выполнен в синем цвете. оборотная сторона — древний археологический комплекс Фаязтепа в Сурхандарьинской области и два вида сурхандарьинской керамической посуды, найденные во время раскопок в поселении Сапаллитепа. В центре расположен «летящий голубь», защитный элемент технологии Spark Live — символ мира. | 22 декабря 2021 | 2021   |
|                                                 |                   | 100 000         | 152×69       | светло-коричневый, лимонный, розовый | лицевая сторона — музей-заповедник Ичан-кала в Хиве. В верхнем левом углу изображён минарет, расположенный в музее. Рельефный элемент для слабовидящих людей выполнен в коричневом цвете. оборотная сторона — замок Ангка-кала, который являлся столицей древнего Хорезмского государства. В центре изображен защитный элемент технологии Spark Live. Рядом изображены керамическая посуда, относящаяся к X веку, и хорезмская серебряная монета, относящаяся к I веку до н. э. | 22 декабря 2021 | 2021   |
|                                                 |                   | 200 000         | 152×69       | бирюзовый                            | лицевая сторона — архитектурный памятник «Дворец Худояр-Хана» в городе Коканд Ферганской области. Рельефный элемент для слабовидящих людей выполнен в синем цвете. оборотная сторона — археологический памятник «Городище Ахсикент», относящийся к III веку до нашей эры, который являлся столицей древнего Ферганского государства. В центре изображен защитный элемент технологии Spark Live в виде граната — символа изобилия, плодородия и процветания. Рядом изображены керамическая миска и талисман II тыс. до н. э.                                                              | 15 июля 2022    | 2022   |
| Масштаб изображений — 1,0 пикселя на миллиметр. |                   |                 |              |                                      | |                 |        |

В ходе выпуска была допущена ошибка — на банкноте в 50 000 сум первоначально был ошибочно указан мавзолей Аль-Хаким ат-Тирмизи как мавзолей Абу Иса ат-Тирмизи. Ошибка была исправлена до ввода банкнот в обращение, из-за чего реальный выпуск их в обращение состоялся лишь 27 декабря.

## Режим валютного курса
20 августа 2019 года Центральный банк отпустил курс сума в свободное плавание.